# Helmut Schmidt-Kirstein
Helmut Schmidt-Kirstein, eigentlich Fritz Helmut Schmidt, (* 5. November 1909 in Aue; † 27. März 1985 in Dresden) war ein deutscher Maler und Grafiker. Er war Mitglied der Künstlergruppe Das Ufer.

## Leben

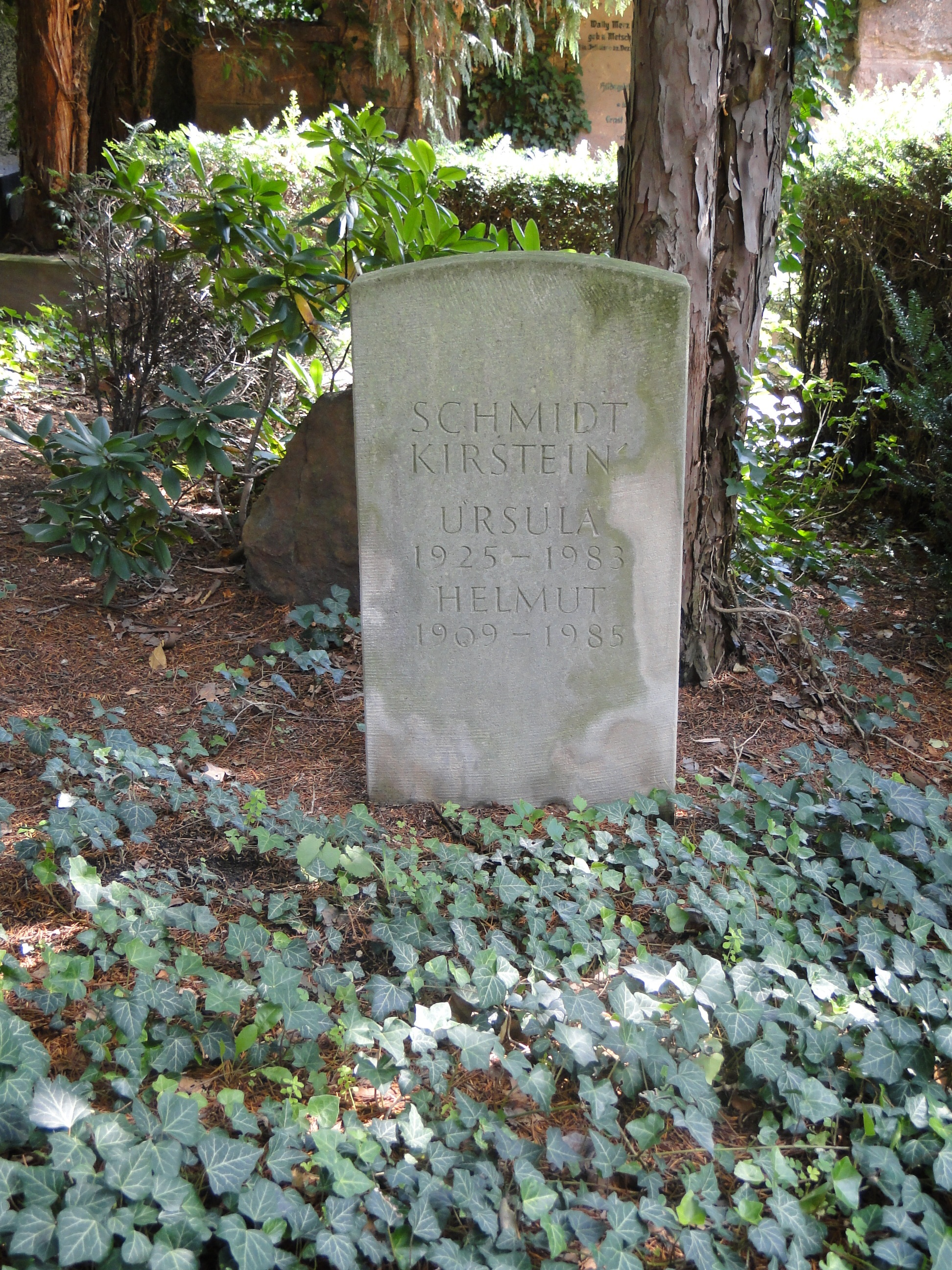
Helmut Schmidt-Kirsteins Grab auf dem Loschwitzer Friedhof

Helmut Schmidt-Kirstein wurde 1909 im sächsischen Aue als erster Sohn des Bahnhofsvorstehers Friedrich Schmidt und von Anna Schmidt (geborene Schnädelbach) geboren. Im Jahr 1910 zog die Familie Schmidt nach Neumark bei Reichenbach im Vogtland, im Folgejahr wurde sein Bruder Erich geboren, der später unter dem Namen Hans-Erich Schmidt-Uphoff als Maler und Graphiker bekannt wurde. Von 1920 bis 1922 wohnte die Familie Schmidt wieder in Aue, anschließend bis 1925 in Lauter und ab 1925 in Zwickau, wo Schmidt-Kirstein zusammen mit seinem Bruder das Realgymnasium besuchte und 1929 mit dem Abitur abschloss.
Im Jahr 1923 reiste Schmidt-Kirstein das erste Mal an die Ostsee. Drei Jahre später folgte die erste Reise in die bayrischen und österreichischen Alpen. In Zwickau beeindruckte ihn eine von Hildebrand Gurlitt organisierte Ausstellung u. a. mit Gemälden von Max Pechstein und Pablo Picasso: „Picasso gehört von da an zu meinen Heiligen… Damals war ich Primaner des Realgymnasiums. Ich musste Maler werden! Mit meinem Bruder malte ich um die Wette. Unsere erste Ausstellung 1927 im Realgymnasium in Zwickau erregte einiges Aufsehen. Alles war auf Farbe und Komposition gestellt …“ Im Jahr 1928 folgte die Teilnahme an einer Gemeinschaftsausstellung im Münchner Glaspalast.
Von 1929 bis 1933 studierte Schmidt-Kirstein an der Technischen Hochschule Dresden Zeichnen bei Fritz Beckert und Kunstgeschichte bei Robert Bruck. Er studierte außerdem an der Dresdner Akademie für Kunstgewerbe bei Ewald Max Karl Enderlein (1872–1958). Während der Ferienzeiten arbeitete Schmidt-Kirstein als Dekorationsmaler im Volontariat bei der Firma Thust und Fuchs in Zwickau. Im Jahr 1930 studierte er für zwei Semester Kunstgeschichte an der Universität Wien bei Josef Strzygowski. Er unternahm eine Donaureise nach Siófok und Budapest.
In seiner Studienzeit verbrannte Schmidt-Kirstein sein gesamtes Frühwerk. Sein Bruder Erich Schmidt-Uphoff schrieb dazu in einem Brief an Dieter Hoffmann: „Mein Bruder hatte einen Bildband über Picasso erstanden und war in heller Begeisterung entflammt. In einer Anwandlung von Minderwertigkeitsgefühl gegenüber Picasso hat Helmut sein ganzes Frühwerk verbrannt … Darunter waren viele Aquarelle, die jedem Vergleich mit späteren Arbeiten standgehalten hätten.“ Schmidt-Kirstein äußerte sich dazu in einem Interview mit Hans-Joachim Müller: „Arbeiten, in die Brücke-Elemente geraten seien, habe er wieder vernichtet … Wenn sie künstlerisch tätig werden wollen, müssen sie besessen sein. Und an sich selber glauben, sich gegen andere abgrenzen, zu sich selber finden!“.
Im Jahr 1931 lernte Schmidt-Kirstein die Kunsthandwerkerin Annemarie Oeder kennen, die er 1937 heiratete. Im Jahr 1939 wurde ihr Sohn geboren, der spätere Schriftsteller George Tenner (Pseudonym). Schmidt-Kirstein nahm 1934 Lehraufträge in Marienberg, Reitzenhain, Freiberg und Riesa wahr. Er erhielt 1936 einen Lehrauftrag in Bischofswerda. Zusammen mit Annemarie Oeder war er in der Textilgestaltung tätig. Er ließ sich 1940 in Bischofswerda nieder und wurde als Funker zum Militärdienst in den Zweiten Weltkrieg einberufen. Er war an zahlreichen Kriegsfronten im Einsatz, u. a. in Stalingrad, Italien und Südfrankreich und wurde dreimal verwundet.
Im Jahr 1945 kehrte Schmidt-Kirstein aus dem Kriegseinsatz zurück. Er begegnete in Bischofswerda Ursula Voß, der Ehefrau des Malers Kurt Voß. Im Jahr 1946 erfolgte die Trennung von Annemarie Oeder. Schmidt-Kirstein ließ sich zusammen mit Ursula Voß in Dresden als freischaffender Künstler nieder. Er wurde Mitglied der Dresdner Künstlergruppe Der Ruf (1945–1948) und 1951 Mitglied der Künstlergruppe Das Ufer. Im Jahr 1952 heiratete er Ursula Voß. Drei Jahre später zog er ins Künstlerhaus Dresden-Loschwitz. Im Jahr 1957 wurde er Mitglied im Verband Bildender Künstler der DDR. Nach dem Tod seiner Frau 1983 stellte Helmut Schmidt-Kirstein sein künstlerisches Schaffen ein. Er starb am 27. März 1985 in Dresden. Seine Grabstätte befindet sich auf dem Loschwitzer Friedhof an der Seite seiner Gattin.

## Werke (Auswahl)
- Dresden (aquarellierte Zeichnung: 1945; im Bestand des Dresdner Kupferstichkabinetts)[3]
- Stillleben mit drei Figuren (Lithografie; 1947 ausgestellt auf der 2. Ausstellung Erzgebirgischer Künstler)[4]
- Lampe, Krug und Tauben (Tafelbild, Öl; 1949; ausgestellt 1949 auf der 2. Deutschen Kunstausstellung in Dresden)[3]
- Margeriten (Tafelbild, Öl; 1952; ausgestellt 1953 auf der Dritten Deutschen Kunstausstellung in Dresden)[3]
- Dimitroff-Brücke (Aquarell; 1952; im Bestand des Stadtmuseums Dresden)[3]
- Abstrakte Komposition (Lithographie; 1953; im Bestand des Dresdner Kupferstichkabinetts)[3]
- Abstrakt (Monotypie; 1955; im Bestand des Lindenau-Museums Altenburg/Thüringen)[3]
- Herbststrauß (Zeichnung mit Aquarell, schwarzer Kreide und Graphit; 1982; im Bestand des Otto-Dix-Hauses Gera)[3]

## Ausstellungen (Auswahl)
- 1928: München, Glaspalast
- 1934: Dresden, Sächsische Kunstausstellung
- 1937: Heidelberg, Heidelberger Kunstverein im Haus der Kunst, Arbeit und Wirtschaft in der Kunst
- 1945: Dresden, Befreite Kunst. 1. Kunstausstellung, „Der Ruf“
- 1946: Freiberg, 1. Ausstellung erzgebirgischer Künstler 1946 in Freiberg (Sachsen), 23. Juni 1946 – 31. August 1946, Stadt- und Bergbaumuseum Freiberg
- 1946: Dresden, Stadthalle Nordplatz, Allgemeine Deutsche Kunstausstellung
- 1946: Wurzen, Stadthaus Wurzen, Wurzener Kunstausstellung 1946. Malerei, Graphik, Plastik lebender Künstler Sachsens
- 1947: Dresden, Kunstausstellung Kühl
- 1947: Freiberg, 2. Ausstellung erzgebirgischer Künstler
- 1947: Gera, Graphik. 25 Jahre Graphik-Sammlung Dr. Heinrich Mock. Die Blätter des Graphik-Verlages
- 1947: Dresden, Erste Ausstellung Dresdner Künstler. Abteilung II, Oktober/November 1947, Klubhaus des Kulturbundes
- 1948: Berlin, Einzelausstellung in der Galerie Anja Bremer
- 1948: Dresden, Dresdner Maler – auswärtige Gäste. „Der Ruf“, Mai/Juni 1948, Staatliche Kunstsammlungen Dresden[5]
- 1948: Altenburg, Dresdner Künstler, 22. August 1948 – 3. Oktober 1948, Lindenau-Museum Altenburg
- 1948: Glauchau, 3. Sonderausstellung 1948. Kunstwerke für den Weihnachtstisch, 27. November 1948 – 19. Dezember 1948, Stadt- und Heimatmuseum Glauchau

- 1948: Freiberg, 3. Ausstellung Erzgebirgischer Künstler[6]

- 1949: Dresden, 2. Deutsche Kunstausstellung Dresden 1949

- 1949: Dresden, Ausstellung zusammen mit Karl Hofer in der Kunstausstellung Kühl
- 1950: Chemnitz, Künstler kämpfen für den Frieden, Schlossberg-Museum
- 1951: Dresden, Kunstausstellung Kühl
- 1952: Halle/Saale, Galerie Henning
- 1952: Chemnitz, Mittelsächsische Kunstausstellung, Museum am Theaterplatz
- 1954: Zwickau, Künstler aus Zwickau. Ausstellung anläßlich des 40 Jährigen Bestehens des Städtischen Museums, 25. April 1954 – 6. Juni 1954, Städtisches Museum Zwickau[7]
- 1956: Dresden, 750 Jahre Dresden, Juni bis August 1956, Albertinum
- 1956: Halle/Saale, Galerie Henning
- 1956: Zwickau, Kunsthandlung Liebig
- 1957: Dresden, Kunstausstellung Kühl (Monotypien)
- 1957: Dresden, Bezirksausstellung Dresden. Zu Ehren des 40. Jahrestages der sozialistischen Oktoberrevolution, November/Dezember 1957, Albertinum
- 1962: Mainz, Sammlung Pachen. Deutsche Kunstwerke aus dem 20. Jahrhundert, 8. Juni 1962 – 1. Juli 1962, Haus am Dom Mainz
- 1966: Dresden, Kunstausstellung Kühl
- 1969: Wiesbaden, Sammlung Pachen. Deutsche Kunst des 20. Jahrhunderts, 22. Februar 1969 – 20. April 1969, Städtisches Museum Wiesbaden
- 1969: Dresden, Graphik in der DDR, Kupferstichkabinett Dresden
- 1975: Dresden, Kunstausstellung Kühl
- 1977: Dresden, Glockenspielpavillon des Dresdner Zwingers
- 1978: Mainz, Sammlung Pachen, 13. September 1978 – 15. Oktober 1978, Mittelrheinisches Landesmuseum Mainz
- 1979: Dresden, Angebotsausstellung an Grafik, Gemälde, Plastik des XX. Jahrhunderts, 25. November 1979 – 30. Dezember 1979, Kunstausstellung Kühl
- 1979: Berlin, Weggefährten. Zeitgenossen. Bildende Kunst aus drei Jahrzehnten, 3. Oktober 1979 – 31. Dezember 1979, Altes Museum
- 1980: Dresden: Leonhardi-Museum
- 1981: Ravensburg, Galerie Döbele
- 1981: Altenburg, Dresdner Grafik von der „Brücke“ bis zur Gegenwart, Januar/Februar 1981, Staatliches Lindenau-Museum, Altenburg
- 1982: Rammenau, Barockschloss Rammenau
- 1982: Dresden, Neue Dresdener Galerie
- 1983: Dresden, Galerie Nord
- 1984: Dresden, „Das Ufer“, 12. September 1984 – 14. Oktober 1984, Pretiosensaal des Dresdener Schlosses
- 1985: Dresden, Grafik aus Dresdner Werkstätten, 4. Mai 1985 – 16. Juni 1985, Galerie Rähnitzgasse 8, Dresden
- 1989: Dresden, 65 Jahre Kunstausstellung Kühl, 18. Juni 1989 – 29. Juli 1989, Kunstausstellung Kühl
- 1990: Berlin, Die Kunst der frühen Jahre. 1945–1949. Malerei und Grafik, 18. April 1990 – 20. Mai 1990, Neue Berliner Galerie im Alten Museum Berlin
- 2013: Dresden, Helmut Schmidt-Kirstein. Ein Dresdner Klassiker der Moderne, 10. Juli 2013 – 13. September 2013, Villa Eschebach